# Harran al-Awamid
Harran al-'Awamid (tiếng Ả Rập: حران العواميد) là một thị trấn ở miền nam Syria, một phần hành chính của Tỉnh bang Dimashq, nằm ở phía đông nam Damascus. Nó nằm trên một vùng đồng bằng trải dài đến đầm lầy Bahrat al-Qibliyah ("Hồ Nam", nguồn của sông Barada) dọc theo ranh giới của vùng Ghouta màu mỡ ở phía tây, phía bắc của Hauran. Các địa phương lân cận bao gồm al-Kafrin và Judaydat al-Khas ở phía nam, al-Atibah ở phía đông bắc, al-Abbadeh và al- Qisa ở phía bắc, al-Ahmadiyah ở phía tây bắc, Sakka ở phía tây và Ghasulah và al-Ghizlaniyah về phía tây nam.
Theo Cục Thống kê Trung ương Syria (CBS), Harran al-'Awamid có dân số 12.117 trong cuộc điều tra dân số năm 2004. Đây là trung tâm hành chính và là địa phương đông dân nhất của Harran al-'Awamid nahiyah ("phó huyện") bao gồm bốn địa phương với dân số tập thể là 22.853 trong năm 2004. Thị trấn nổi tiếng với kiến trúc bùn và ba cột đá bazan của một ngôi đền La Mã cổ đại, do đó tên là Harran al-'Awamid ("Harran of the Columns".) Các cột tự bắn ra khỏi mái của một tòa nhà bùn, cùng với nhiều ngôi nhà của thị trấn, đã chiếm giữ các tàn tích của ngôi đền.

## Lịch sử
Dưới thời cai trị của Ottoman vào cuối thế kỷ 19, Harran al-Awamid đã được nhà khảo cổ học William McLure Thomson đến thăm, người đã khẳng định rằng đó là Haran được đề cập trong Kinh thánh. Ông lưu ý rằng việc trồng Bahrat al-Qibliyah có thể được nhìn thấy từ mái nhà thờ Hồi giáo của làng. Khu vực này có người Bedouin (người du mục) và người Ả Rập bán du mục.

## Đền thờ La Mã
Bởi vì tàn tích của ngôi đền La Mã, có khả năng là vào thời trị vì của Hoàng đế Philip the Arab (244-49 CE), đã bị vướng vào những ngôi nhà bùn của Harran al-Awamid, kế hoạch của ngôi đền không thể được xác định. Tuy nhiên, người ta đã xác định rằng cấu trúc được xây dựng trên một bục cao như được chỉ ra bởi độ cao và vị trí của các cột cũng cho thấy rằng chúng đánh dấu góc phía tây bắc của ngôi đền. Các cột có chiều cao khoảng mười hai feet và chiều rộng sáu feet. Chúng được xây dựng theo phong cách Ionic từ đá bazan đen với thủ đô được chạm khắc công phu, mặc dù một trong những thủ đô của cột đã rơi ra. Các cột bao gồm sáu hoặc bảy phần bị nứt và mòn. Phong cách của thủ đô tương tự như các cột của các ngôi đền La Mã cổ đại ở vùng Hauran, được dựa trên acanthus. Tuy nhiên, những người ở Harran al-Awamid "được vẽ táo bạo hơn và được rèn theo phong cách đồ sộ hơn, có lẽ hơi thô hơn... " 